# Àrea metropolitana de Ciutat de Mèxic

Àrea Metropolitana de la ciutat de Mèxic

L'àrea metropolitana de la ciutat de Mèxic és la conurbació integrada per la ciutat de Mèxic—és a dir, el Districte Federal—i 41 municipis adjacents dels estats de Mèxic i Hidalgo. En un sentit més ampli, el concepte de l'àrea metropolitana de la vall de Mèxic es refereix a l'aglomeració urbana de l'àrea metropolitana de la ciutat de Mèxic i 18 municipis addicionals que, tot i que no hi estan integrats físicament, hi estan integrats econòmicament. Segons el darrer cens de població de Mèxic, l'àrea metropolitana de la vall de Mèxic, el 2005, tenia 19,2 milions d'habitants, per la qual cosa és l'àrea metropolitana més poblada de l'Amèrica del Nord i una de les més poblades del món.
Des de la dècada de 1940, hi ha hagut diverses propostes per a establir els límits de l'àrea metropolitana de la ciutat de Mèxic, i diverses definicions es van utilitzar de manera no oficial en créixer l'aglomeració urbana. El Govern Federal, representat pel Ministeri de Desenvolupament Social, així com els governs del Districte Federal i de l'estat de Mèxic van acordar les definicions de les àrees metropolitanes de la ciutat de Mèxic i de la vall de Mèxic el 22 de desembre, 2005.